# Hogwarts Legacy
Hogwarts Legacy es un videojuego de rol de acción publicado en 2023, desarrollado por Avalanche Software y distribuido por Warner Bros. Games a través de su sello Portkey Games. Ambientado un siglo antes de los acontecimientos relatados en las novelas de Harry Potter, el juego se integra en el universo del Mundo Mágico y sitúa al jugador en la piel de un estudiante del Colegio Hogwarts de Magia y Hechicería, quien domina diversas habilidades mágicas y descubre artefactos de gran poder. Con el apoyo de sus compañeros y profesores, el protagonista emprende una búsqueda destinada a desvelar un antiguo secreto oculto en el mundo de la franquicia.
Tras la adquisición de Avalanche Software por parte de Warner Bros. Games en 2017, Hogwarts Legacy constituyó su primer proyecto desvinculado de Disney Interactive Studios. El desarrollo comenzó en 2018 con un presupuesto estimado de USD 150 millones. El equipo narrativo optó por situar la historia en una época anterior a la aparición de personajes previamente establecidos, lo que ofreció a los jugadores una experiencia autónoma. Avalanche Software también se propuso recrear con precisión el entorno descrito en las novelas originales y expandir sus escenarios para enriquecer la jugabilidad.
Desde su anuncio en 2020, el título suscitó un notable interés, aunque también enfrentó polémicas vinculadas a las declaraciones de J. K. Rowling sobre temas transgénero y a acusaciones de alegatos antisemitas, lo que provocó llamados al boicot. Luego de varios aplazamientos, se publicó el 10 de febrero de 2023 para PlayStation 5, Windows y Xbox Series X/S; el 5 de mayo para PlayStation 4 y Xbox One; el 14 de noviembre para Nintendo Switch, y el 5 de junio de 2025 para Nintendo Switch 2. Durante su etapa de acceso anticipado, el juego alcanzó cifras históricas de audiencia en Twitch, al convertirse en el título para un jugador más visto en la historia de dicha plataforma.
Durante las dos primeras semanas posteriores al lanzamiento, Hogwarts Legacy vendió más de 12 millones de unidades y generó USD 850 millones en ingresos globales. Para el 5 de mayo de 2023, los ingresos ya superaban los 1 000 millones y, hacia finales de marzo de 2025, las ventas acumuladas alcanzaban los 34 millones de copias. La crítica valoró positivamente el sistema de combate, el diseño del mundo, los personajes, la diversidad de contenidos y la fidelidad al material original. No obstante, algunos analistas señalaron deficiencias técnicas y una limitada innovación dentro del género de mundo abierto. El juego recibió múltiples nominaciones, entre ellas dos premios DICE, un Grammy por su banda sonora y dos BAFTA Games. En septiembre de 2024, los desarrolladores confirmaron la producción de una secuela.

## Jugabilidad

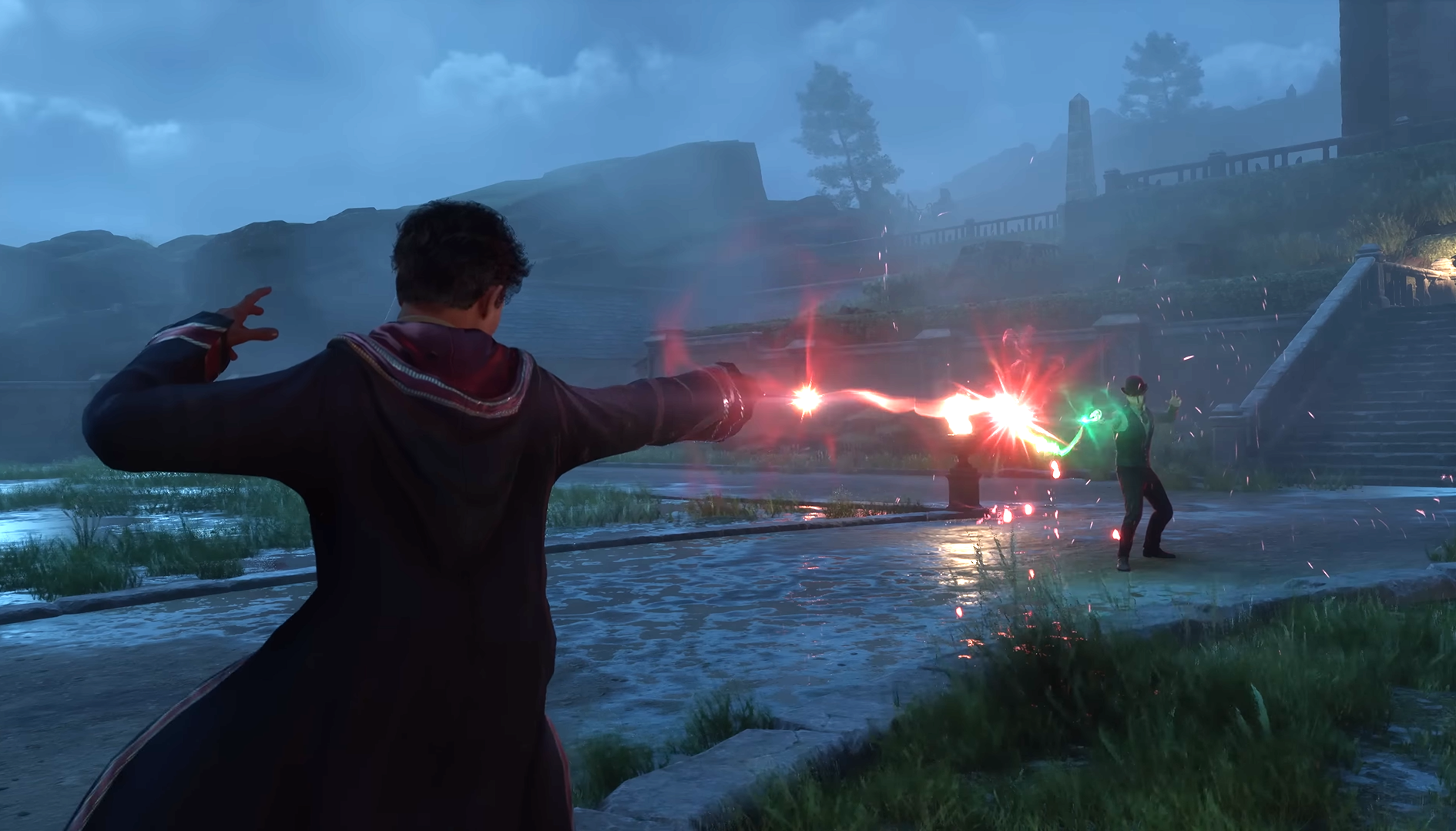
Durante las batallas, el personaje jugador utiliza principalmente combinaciones de hechizos. El maleficio cruciatus se utiliza contra enemigos para infligir daño a lo largo del tiempo.

Hogwarts Legacy es un videojuego de rol de acción en tercera persona, ambientado en el Colegio Hogwarts de Magia y Hechicería y sus alrededores, dentro del universo de la franquicia del Mundo Mágico. Al crear su personaje, el jugador puede personalizar diversos aspectos, como la apariencia, el tono de piel, las características vocales y la elección de un dormitorio masculino o femenino. También debe seleccionar una de las cuatro casas de Hogwarts. Participar en las clases y completarlas resulta fundamental para avanzar en la historia, ya que permite desbloquear mecánicas clave del juego, como la posibilidad de volar con escobas. A medida que progresa, el personaje jugador aprende a lanzar hechizos, preparar pociones y perfeccionar sus habilidades de combate, hasta desarrollar un estilo propio.
Al superar desafíos dentro del juego, el jugador obtiene puntos de experiencia con los que sube de nivel, accede a nuevas habilidades y mejora talentos, hechizos y destrezas. Estos desafíos incluyen combates, misiones y exploración. El jugador también puede entablar amistades con personajes no jugadores, que, al fortalecerse, permiten que algunos compañeros se unan al protagonista en su travesía, amplíen sus capacidades y ofrezcan misiones exclusivas al revelar sus historias. Cada una de las casas de Hogwarts —Gryffindor, Hufflepuff, Ravenclaw y Slytherin— posee una sala común única, accesible únicamente para quienes pertenecen a dicha casa, según lo determinado por el Sombrero Seleccionador. La elección de casa también determina ciertas misiones exclusivas. Aunque los puntos de casa influyen en el desarrollo narrativo, las acciones del jugador no los modifican.

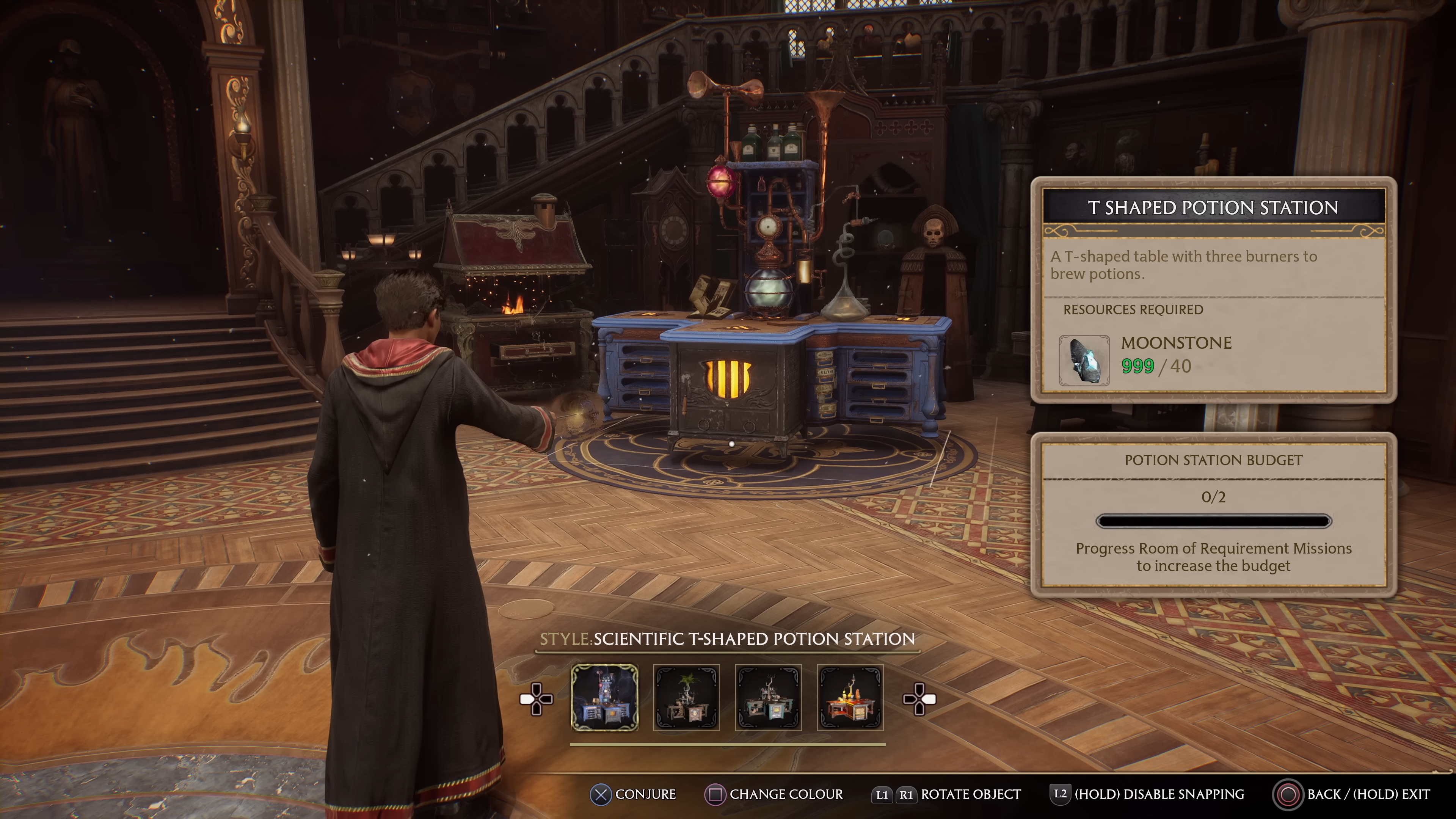
En la Sala de los Menesteres, los jugadores pueden montar y diseñar elementos como estaciones de pociones.

Además de las experiencias en el castillo, el jugador puede explorar otras zonas del entorno, como la aldea mágica de Hogsmeade, el Bosque Prohibido o la Sala de los Menesteres. Hogsmeade ofrece diversos establecimientos, como la tienda de dulces Honeydukes o la taberna Cabeza de Puerco. La Sala de los Menesteres incorpora elementos de personalización ambiental: el jugador puede modificarla con múltiples objetos a medida que avanza en el juego. La sala admite una personalización total, incluida su arquitectura, y sirve como espacio donde colocar y gestionar elementos funcionales, como estaciones para pociones o macetas, también personalizables. Algunas criaturas mágicas pueden resguardarse en un vivero, un entorno aparte destinado a su cuidado. El jugador puede domesticar, cuidar y montar diversas bestias mágicas, entre ellas hipogrifos y thestrals. Otras criaturas interactivas incluyen unicornios, kneazles y puffskeins. Las plantas cultivadas o recolectadas pueden usarse en combate; por ejemplo, las mandrágoras pueden aturdir a los enemigos.

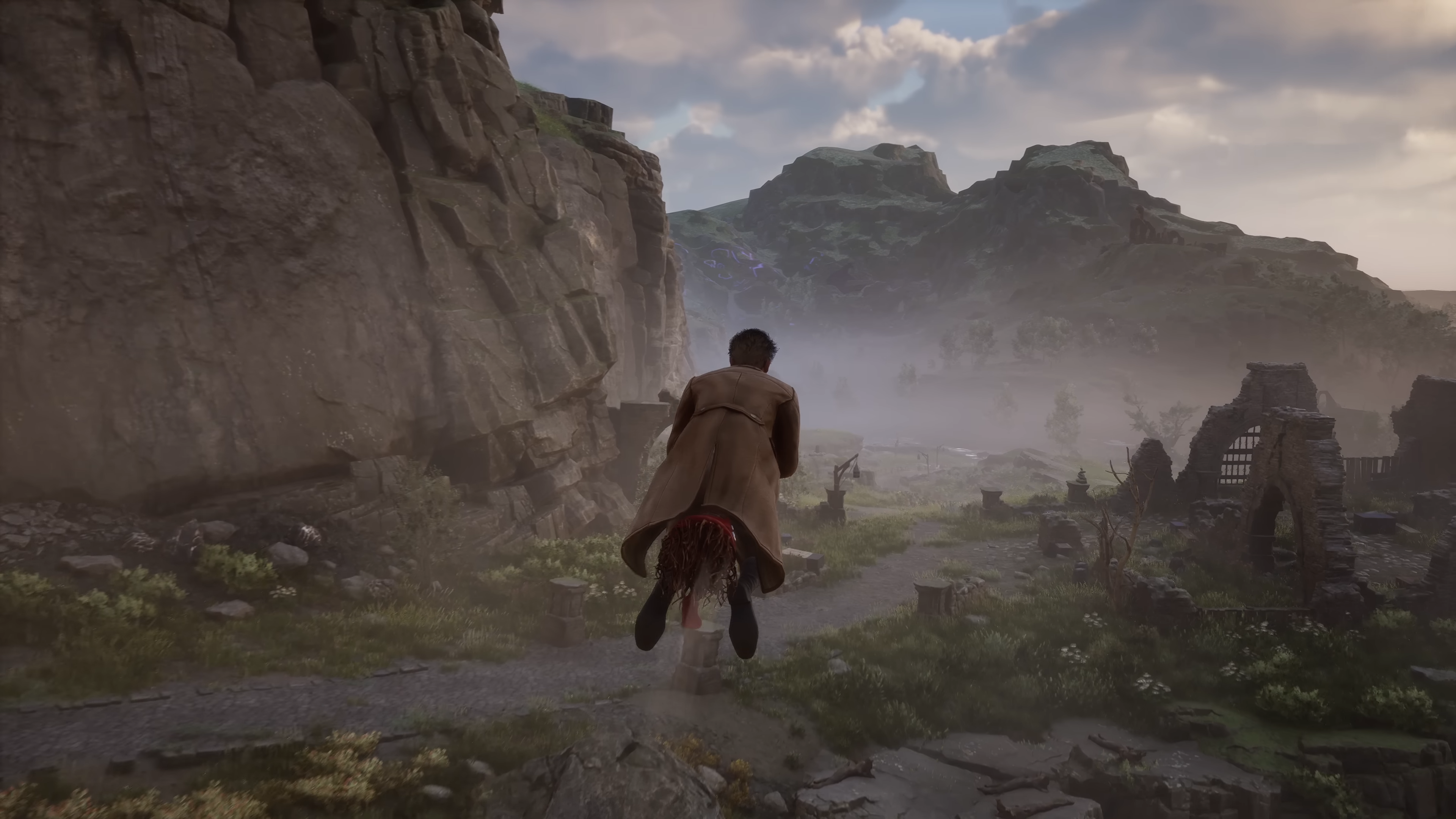
Durante la exploración, el personaje jugador puede usar una escoba voladora para desplazarse por el mapa.

La exploración del mapa es libre. Cada región presenta distintas actividades y enemigos, aunque ciertos elementos permanecen bloqueados hasta alcanzar puntos clave en la historia principal. Durante la exploración, el jugador puede adquirir equipamiento al encontrar cofres del tesoro. El hechizo revelio facilita esta tarea, ya que actúa como una herramienta de escaneo para descubrir secretos. Existen varias opciones para desplazarse por el mapa, el jugador puede usar polvos flu para teletransportarse o volar con una escoba tras completar la clase de vuelo. El avance en la trama provoca cambios visuales en los interiores y exteriores del castillo, los cuales se ajustan a las estaciones del año.

## Argumento
Hogwarts Legacy está ambientado a fines del siglo XIX y sigue a un estudiante que comienza en Hogwarts en el quinto año. Los jugadores toman el control de un nuevo estudiante de Hogwarts. Como el jugador comienza en la escuela más tarde que otros estudiantes, el Ministerio de Magia le proporciona una guía de campo del mago. Completar las secciones de esta guía a través de la exploración proporciona información adicional y puntos de experiencia. El personaje del jugador, que tiene la clave de un "antiguo secreto que amenaza con destrozar el mundo mágico", es capaz de manipular una misteriosa magia antigua, y tendrá que ayudar a descubrir por qué esta magia olvidada ha resurgido repentinamente al tiempo que descubre a los que están tratando de aprovecharla.
El profesor Eleazar Fig actúa como figura mentora del protagonista. Otros personajes nuevos incluyen a los estudiantes de Hogwarts Amit Thakkar, Everett Clopton y los profesores Mudiwa Onai, Satyavati Shah Shah, Phineas Nigellus Black y Matilda Weasley. Durante su aventura, el protagonista puede entablar amistades con sus compañeros de estudios Natsai Onai, Poppy Sweeting y Sebastian Sallow, quienes lo acompañan en su viaje como personajes acompañantes. Los antagonistas que aparecen en el juego incluyen a Ranrok, el líder de la Rebelión de los Duendes y Victor Rookwood, el líder de un grupo de magos oscuros.

### Trama
El protagonista recibe una carta de la profesora Matilda Weasley que confirma su admisión al Colegio Hogwarts de Magia y Hechicería como estudiante de quinto curso. Además, se le asigna al profesor Eleazar Fig como tutor. Este lo acompaña desde Londres hasta Hogwarts en un carruaje volador. Mientras investigan un artefacto desconocido, un dragón los ataca, lo que los obliga a activar un traslador oculto que los transporta a las Tierras Altas de Escocia. Allí descubren unas ruinas con un portal que conduce a Gringotts. Tras ingresar a una antigua cámara mediante el traslador, el protagonista descubre que posee la singular habilidad de percibir rastros de magia ancestral. Poco después, son confrontados por un duende hostil llamado Ranrok, pero logran escapar y llegar a Hogwarts, donde el Sombrero Seleccionador asigna al protagonista a una de las cuatro casas.
A lo largo del año escolar, el protagonista asiste a clases y aprende nuevos hechizos. En una excursión a Hogsmeade, junto a un compañero, enfrentan a un trol enviado por Ranrok, al que consiguen vencer. Más tarde, se infiltra en la biblioteca prohibida y encuentra un libro con páginas faltantes. Mientras el profesor Fig investiga su contenido, el estudiante localiza dichas páginas y accede a una cámara secreta bajo el castillo, conocida como la Cámara del Mapa. En este lugar, al que regresa varias veces acompañado de Fig, entabla contacto con los retratos de cuatro antiguos profesores de Hogwarts que se autodenominan los Guardianes. Su objetivo es salvaguardar los secretos de la magia ancestral y evitar que caigan en manos equivocadas.
Para desentrañar dichos secretos, el protagonista debe superar cuatro pruebas dejadas por los Guardianes. Cada desafío plantea complejos enigmas y amenazas que requieren el dominio de habilidades previamente adquiridas. Al completar cada prueba, accede a un pensadero, un artefacto mágico que permite observar recuerdos. A través de ellos, descubre la historia de Isidora Morganach, una exalumna que se convirtió en profesora y compartía habilidades similares. Isidora intentó utilizar la magia ancestral para extraer emociones negativas, especialmente el sufrimiento de su padre, con el propósito de aumentar su poder. Aunque los Guardianes trataron de detenerla, no lograron convencerla y uno de ellos se vio obligado a utilizar el maleficio asesino. A medida que avanza su aventura, el protagonista también descubre que Ranrok, líder de una rebelión duende contra los magos, busca el depósito oculto de magia ancestral para utilizarlo en beneficio propio. Para alcanzar su objetivo, cuenta con el apoyo de un grupo de magos tenebrosos encabezado por Victor Rookwood, descendiente de uno de los Guardianes.
Una vez superadas las pruebas, los Guardianes encomiendan al protagonista una última misión: fabricar una varita especial con los artefactos hallados en los pensaderos. Fig lo envía a Ollivanders, donde es asistido en la creación del instrumento mágico. Al salir de la tienda, Rookwood le tiende una emboscada y le propone una alianza para enfrentar a los duendes. Ante su negativa, se desata un duelo en el que el protagonista sale victorioso. Poco después, junto a Fig, localiza el depósito de magia ancestral y debe decidir si absorber su poder o mantenerlo sellado. Sin embargo, Ranrok lo encuentra primero, absorbe la energía contenida y se transforma en un dragón. Durante el enfrentamiento final, Fig sufre heridas mortales, y el protagonista derrota a Ranrok, poniendo fin a la rebelión. La conclusión depende de la decisión tomada respecto a la magia ancestral, pero en ambos casos, Fig muere. El director Phineas Nigellus Black y la profesora Weasley le rinden un homenaje póstumo.
Tras estos acontecimientos, el protagonista retoma sus estudios de cara al final del año escolar y a los exámenes TIMO. Si aún no lo ha hecho, puede completar misiones adicionales junto a Sebastian Sallow, Poppy Sweeting y Natsai Onai, así como continuar explorando los alrededores del castillo. La historia concluye cuando la profesora Weasley le otorga 100 puntos por su destacada labor, lo que le da la victoria a su casa en la Copa de las Casas.

## Desarrollo
El juego fue desarrollado por Avalanche Software, que fue adquirido por Warner Bros. Interactive Entertainment de Disney en enero de 2017. En el mismo año, Warner Bros. estableció un nuevo sello editorial llamado Portkey Games, que se dedicó a administrar la licencia Mundo Mágico. La creadora de Harry Potter J. K. Rowling no participó en el desarrollo.
El juego utiliza el motor gráfico Unreal Engine. Algunas imágenes del juego se filtraron en 2018. Hogwarts Legacy se anunció en un evento de PlayStation 5 en septiembre de 2020, con planes de lanzamiento para PlayStation 4, PlayStation 5, Windows, Xbox One y Xbox Series X/S en 2021. El elenco de voces principales del juego se anunció el 12 de enero de 2023. El juego se retrasó dos veces, primero hasta 2022 y luego hasta el 10 de febrero de 2023. Sus versiones de PS4 y Xbox One se retrasaron desde febrero de 2023 a abril del mismo año. Una versión para Nintendo Switch está programado para lanzarse el 25 de julio de 2023. El acceso anticipado se puso a disposición de las personas que habían reservado la Edición de coleccionista física o la Edición digital de lujo del juego en consola o PC el 7 de febrero de 2023.
Hogwarts Legacy presenta música que cambia según la ubicación del personaje del jugador, a medida que se mueve por el mundo abierto, con diferencias notables dentro de salas comunes específicas a las que solo pueden acceder los jugadores pertenecientes a cada casa.

## Recepción
El juego llegó a varias listas de los juegos más esperados de 2023: CNET, CNN, ComingSoon, Den of Geek, Game Rant, GameSpot, IGN, Juegos de PC, NPR, Polygon, Time, VentureBeat, VG247, y  GamesHub.
Durante su acceso anticipado, el juego alcanzó un pico de más de 489 000 jugadores simultáneos en Steam. Por eso, Hogwarts Legacy alcanzó el segundo pico más alto de jugadores para cualquier juego pago para un solo jugador.

### Respuesta crítica
Según el agregador de reseñas Metacritic, Hogwarts Legacy recibió reseñas "generalmente favorables" para sus versiones de PC y PlayStation 5, y "aclamación universal" por su versión Xbox Series X.
IGN elogió a los diversos personajes de estudiantes y profesores como "memorables" e "indispensables", diciendo que superaron la debilidad de la historia principal y el rendimiento técnico para proporcionar la "fantasía de Hogwarts". A PC Gamer le gustó la versión de Legacy de Wizard Duels, pero escribió que el juego podría haber necesitado un poco más de pulido técnico, afirmando: "La mayoría notables son las pausas breves pero frecuentes en las puertas de Hogwarts mientras el juego carga lo que sea que esté del otro lado". PCGamesN disfrutó de los rompecabezas y misterios de Hogwarts , pero sintió que el juego se quedó corto en lo que respecta a las misiones secundarias, y las describió como "simples tareas de búsqueda, con algunos enemigos que matar en el camino".

### Controversias

#### Acusaciones de antisemitismo
Tras el lanzamiento del primer tráiler del juego en marzo de 2022, el juego recibió críticas por estar basado en la era de la Rebelión de los Duendes de la historia del mundo mágico y la historia del juego centrándose en el jugador suprimiendo una rebelión duende. La historia del Mundo Mágico que rodea a los duendes a menudo ha sido acusada de estar basada en tropos antisemitas. La crítica surgió de la creencia de que el mensaje central del juego era que el grupo minoritario de duendes debería ser considerado el enemigo por rebelarse contra su opresor y luchar por la libertad y la igualdad de derechos. La trama central se comparó con el mito antisemita de libelo de sangre, en el que los judíos roban y asesinan niños para usar su sangre en rituales, y la historia sobre un levantamiento ficticio de duendes en 1612 también fue criticado debido al hecho de que un pogromo real ocurrió entre 1612 y 1616.
Sin embargo, la representación de duendes tanto en el juego como en el universo más grande de Harry Potter ha sido defendida por algunos, incluida la Campaña contra el antisemitismo anglo-judía, que emitió un comunicado diciendo que "la representación de los duendes en la serie de Harry Potter es una pieza con su representación en la literatura occidental en su conjunto y es un testimonio más de siglos de antisemitismo de la cristiandad que de la malicia de los artistas contemporáneos. Lo mismo ocurre con JK Rowling, quien ha demostrado en los últimos años ser una incansable defensora de la comunidad judía". Travis Northup, que escribe para IGN, no estuvo de acuerdo con que el juego involucre tropos antisemitas y escribió en Twitter: "La historia no representa a una camarilla de duendes que controlan bancos tratando de dominar el mundo. Se trata de un duende en particular que se rebela contra la insistencia del Mundo Mágico en mantener la magia fuera de las manos de su especie". Jon Stewart, quien anteriormente dio la impresión a algunos de que apoyaba las acusaciones, aclaró que "no acusa a J.K. Rowling de ser antisemita".

#### Oposición a J.K. Rowling
Hogwarts Legacy se convirtió en tema de controversia en respuesta a las controvertidas opiniones de Rowling sobre las personas transgénero. Muchos en oposición a Rowling pidieron boicotear el juego como una forma de mostrar solidaridad con la comunidad transgénero. y para impedir los beneficios financieros que recibiría de su lanzamiento en forma de pago de regalías. Otros, incluidos algunos dentro de la comunidad LGBT, sintieron que "Hogwarts Legacy" podría separarse de las opiniones de la creadora de su universo. Como resultado de la controversia, algunas publicaciones optaron por no cubrir ni reseñar Hogwarts Legacy. mientras que el sitio web del foro ResetEra prohibió cualquier discusión al respecto. En respuesta a la controversia, así como a los supuestos tropos antisemitas, Wired revisó el juego pero le dio una puntuación de 1/10, afirmando que era "medio en el mejor de los casos, y sus daños al mundo real son imposibles de ignorar". Varias semanas antes del lanzamiento, el actor Sebastian Croft, que da voz a un personaje en el juego, se distanció de las opiniones de Rowling. La YouTuber transgénero Jessie Earl escribió que aquellos en ambos lados del debate deberían examinar sus complejidades y llegar a sus propias conclusiones. Sintió que si bien no estaba mal querer jugar Hogwarts Legacy, aquellos que lo hagan no deberían afirmar que apoyan a la comunidad trans.
Avalanche y Warner Bros. negaron la participación de Rowling en el desarrollo del juego. El equipo también presentó a un creador de personajes trans inclusivo y al primer personaje transgénero de la franquicia, Sirona Ryan. En respuesta a la controversia, el estudio agregó que "el equipo sintió que era muy importante crear un juego que fuera representativo del rico y diverso mundo de Harry Potter, así como de los grupos de personas que juegan, que incluye a la comunidad LGBTQIA+"." Algunos jugadores y observadores descartaron la inclusión de Ryan en el juego por ser poco sincera. Los desarrolladores asociados con "Hogwarts Legacy" también afirmaron que Ryan era "una nada performativa hecha para enturbiar las aguas y desviar las críticas".
Tras el lanzamiento de acceso anticipado de Hogwarts Legacy el 7 de febrero de 2023, algunos creadores de contenido y Streamers fueron criticados y hostigados por otros que se oponían a las opiniones de Rowling sobre la promoción y la transmisión del juego. A pesar de los esfuerzos por boicotear el juego, su audiencia en el servicio de transmisión en vivo Twitch alcanzó un máximo récord de 1,27 millones de espectadores simultáneos el 7 de febrero. Esto convirtió a "Hogwarts Legacy" en el juego para un jugador más visto de todos los tiempos por los espectadores máximos en la plataforma.

#### Troy Leavitt
En febrero de 2021, una serie de publicaciones y videos en las redes sociales publicados por Avalanche Software y el diseñador principal de Hogwarts Legacy Troy Leavitt, que incluyeron expresar su apoyo a la apropiación cultural y el Gamergate, recibió críticas generalizadas. Tras la controversia en torno a su actividad en las redes sociales, Leavitt dejó Avalanche Software y el proyecto Hogwarts Legacy; dijo que esto no estaba relacionado con la controversia. Warner Bros. se negó a emitir comentarios.

### Reconocimientos
Antes de su lanzamiento, Hogwarts Legacy obtuvo nominaciones en la categoría de juego más anticipado en los premios The Game de 2022 y como título más deseado en los Golden Joystick del mismo año. Además, figuró en numerosas listas de los videojuegos más anticipados de 2023, elaboradas por medios especializados como CNET, CNN, Den of Geek, GameSpot, IGN, PC Games, NPR, Polygon, Time, VentureBeat y VG247. Durante su etapa de acceso anticipado, el juego registró una audiencia récord en Twitch, donde se convirtió en el título de un jugador más visto en la historia de la plataforma, hecho que le valió un récord Guinness.
En la vigésima edición de los premios BAFTA Games, Hogwarts Legacy integró la lista preliminar en nueve categorías y recibió nominaciones en los apartados de mejor animación y mejor juego familiar. También figuró entre los candidatos a juego del año y mejor título para la Steam Deck en los premios Steam, donde obtuvo este último galardón. En Francia, recibió una nominación como mejor videojuego extranjero en los Pégases de 2024, mientras que en Polonia obtuvo el mismo reconocimiento por parte de los Digital Dragons. Eurogamer Germany lo distinguió con el premio al mejor fanservice en sus galardones de 2023. Ese mismo año acumuló siete nominaciones en los Game of the Year, de PlayStation Blog, entre las cuales ganó como mejor título de la PlayStation 4 y recibió distinciones como finalista en mejor implementación del DualSense (trofeo de oro) y mejor diseño de audio (trofeo de plata). The Escapist lo incluyó entre los cinco mejores juegos de acción y aventura de 2023, Hardcore Gamer lo postuló a mejor juego de acción e IGN lo reconoció como finalista en la categoría de mejor título de mundo abierto. Además, el videojuego apareció en varias selecciones de lo mejor del año, elaboradas por GamingBolt (puesto 9), British GQ (puesto 21), BAFTA Games, GamePressure, Der Spiegel, BBC y The Telegraph.
| Premiación                     | Fecha                    | Categoría                                                       | Resultado          | Ref.    |
| ------------------------------ | ------------------------ | --------------------------------------------------------------- | ------------------ | ------- |
| Premios Golden Joystick        | 22 de noviembre de 2022  | Juego más deseado                                               | Nominado           | [ 89 ]  |
| Premios The Game               | 8 de diciembre de 2022   | Juego más anticipado                                            | Nominado           | [ 88 ]  |
| Premios Golden Trailer         | 29 de junio de 2023      | Mejor avance de videojuego                                      | Ganador            | [ 126 ] |
| Premios Japan Game             | 21 de septiembre de 2023 | Premio a la excelencia                                          | Ganador            | [ 127 ] |
| Premios Steam                  | 2 de enero de 2024       | Juego del año                                                   | Nominado           | [ 128 ] |
| Premios Steam                  | 2 de enero de 2024       | Mejor juego en la Steam Deck                                    | Ganador            | [ 128 ] |
| Premios Grammy                 | 4 de febrero de 2024     | Mejor banda sonora para videojuegos y otros medios interactivos | Nominado           | [ 129 ] |
| Premios DICE                   | 15 de febrero de 2024    | Mejor dirección artística                                       | Nominado           | [ 130 ] |
| Premios DICE                   | 15 de febrero de 2024    | Mejor tecnología                                                | Nominado           | [ 130 ] |
| Premios Annie                  | 17 de febrero de 2024    | Mejor animación de personajes en un videojuego                  | Nominado           | [ 131 ] |
| Premios Game Developers Choice | 20 de marzo de 2024      | Mejor audio                                                     | Mención honorífica | [ 132 ] |
| Premios BAFTA Games            | 11 de abril de 2024      | Mejor animación                                                 | Nominado           | [ 107 ] |
| Premios BAFTA Games            | 11 de abril de 2024      | Mejor juego familiar                                            | Nominado           | [ 107 ] |
| Premios BAFTA Games            | 11 de abril de 2024      | Mejor arte                                                      | Preseleccionado    | [ 105 ] |
| Premios BAFTA Games            | 11 de abril de 2024      | Mejor audio                                                     | Preseleccionado    | [ 105 ] |
| Premios BAFTA Games            | 11 de abril de 2024      | Mejor juego                                                     | Preseleccionado    | [ 105 ] |
| Premios BAFTA Games            | 11 de abril de 2024      | Mejor diseño de juego                                           | Preseleccionado    | [ 105 ] |
| Premios BAFTA Games            | 11 de abril de 2024      | Mejor música                                                    | Preseleccionado    | [ 105 ] |
| Premios BAFTA Games            | 11 de abril de 2024      | Mejor narratva                                                  | Preseleccionado    | [ 105 ] |
| Premios BAFTA Games            | 11 de abril de 2024      | Mejor tecnología                                                | Preseleccionado    | [ 105 ] |
| Premios BMI Film & TV          | 5 de junio de 2024       | Premio BMI de videojuegos                                       | Ganador            | [ 133 ] |

## Impacto y secuela
En el mes de su lanzamiento, Hogwarts Legacy se consolidó rápidamente como el videojuego más exitoso de la franquicia del Mundo Mágico. Este impacto también provocó un incremento del 300% en el tráfico de los sitios web oficiales relacionados con dicho universo ficticio. La repercusión del título influyó de manera significativa en la estrategia global de Warner Bros. Discovery, que en agosto de 2024 anunció el desarrollo de nuevas entregas ambientadas en este mismo entorno, entre ellas Harry Potter: Quidditch Champions (2024).
En septiembre de 2024, Gunnar Wiedenfels, directivo de Warner Bros. Discovery, declaró que una secuela de Hogwarts Legacy representa uno de los principales objetivos corporativos. La compañía prevé integrar este nuevo proyecto con la serie de televisión Harry Potter.